# Andrée Marlière
Andrée Marlière, artiestennaam van Andrée Isabelle Germaine Marlier (Antwerpen, 22 februari 1934 – Wilrijk, 10 januari 2008) was een Belgisch balletdanseres en kunstschilderes.

## Opleiding
Marlière begon met haar dansopleiding toen ze acht jaar oud was bij Monique Querida, danseres bij de Koninklijke Muntschouwburg in Brussel. Daarna volgden nog opleidingen bij Mina Del Fa, danseres bij het Teatro alla Scala in Milaan. Puntjes op de i werden gezet door Victor Gsovsky en Madame Rousanne (Rousanne Sarkissian) in Parijs. Tussen 1948 en 1950 kreeg ze nog opleiding aan de balletschool van Sadler's Wells Theatre en wel bij John Field en Ninette de Valois.
Ze was als twaalfjarige al op het podium te vinden met André Leclair op het Gala Querido in het Paleis voor Schone Kunsten in Brussel. Haar officiële debuut vond plaats in 1950 in het Maggio Musicale Florentino te Florence. Het seizoen 1950-1951 maakte ze vol bij opnieuw de Muntschouwburg. Een jaar later was ze verbonden aan de Koninklijke Vlaamse Opera in Antwerpen, waar ze tot 1957 aan verbonden zou blijven.
Daarna volgden de gezelschappen elkaar in rap tempo op:
- 1957-1958: Berliner Ballet
- 1958-1959: gezelschap van Jean Babiblée
- 1959-1964: Ballet van de XXste Eeuw
- 1964-1966: Deutsche Oper am Rhein in Düsseldorf
- 1966-1970: Koninklijke Vlaamse Opera in Antwerpen
- 1970-1971: Ballet Vlaanderen.

Ze was gedurende haar loopbaan enige malen te zien op de televisie. Ze danste op muziek van uiteenlopende componisten, meest 20e-eeuwse zoals Edouard Lalo, Sergej Prokofjev, Jan Blockx en Boris Blacher.
Ze was uiteraard ook enig tijd danslerares, vanaf 1970 was ze verbonden aan het Koninklijk Ballet van Vlaanderen (Maîtresse de ballet en bestuurslid). Daarvoor was ze al repetitor bij nieuwe choreografieën en lerares aan de balletschool van Antwerpen. Van 1984 tot 1989 trok Duitsland weer met opleidingen klassiek ballet aan het Badisches Staatstheater Karlsruhe, daarna nog enkele jaren aan de balletschool van Antwerpen.
Naast al die werkzaamheden ontwierp ze zelf ook enkele choreografieën, zoals van De vuurvogel van Igor Stravinsky
Nadat ze zich uit de balletwereld had teruggetrokken, wijdde ze zich geheel aan de schilderkunst. De laatste jaren van haar leven was ze woonachtig in Liezele, ze overleed in het Sint-Augustinus Ziekenhuis te Wilrijk aan kanker.